# Skoklosters kyrka

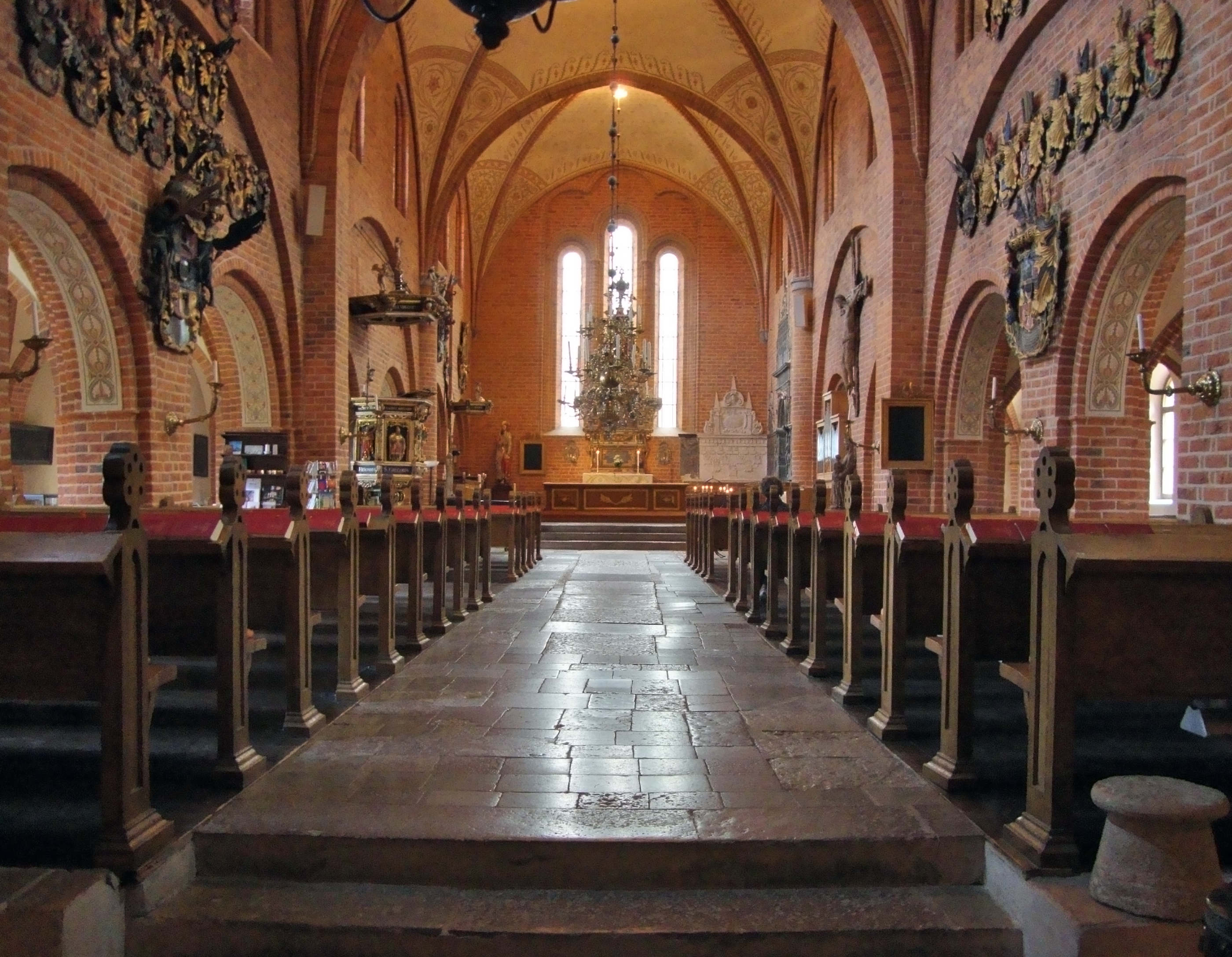
Interiör Skoklosters kyrka juli 2005

Skoklosters kyrka är en kyrkobyggnad i Skoklosters socken och församling, Håbo pastorat, Håbo härad i Uppland. Den ligger kring 40 kilometer nordöst om Enköping, kring 45 kilometer söder om Uppsala, kring 20 kilometer nordväst om Sigtuna. Socknen upptar större delen av Skohalvön i den norra delen av Håbo kommun och tillhör Uppsala stift.

## Historik

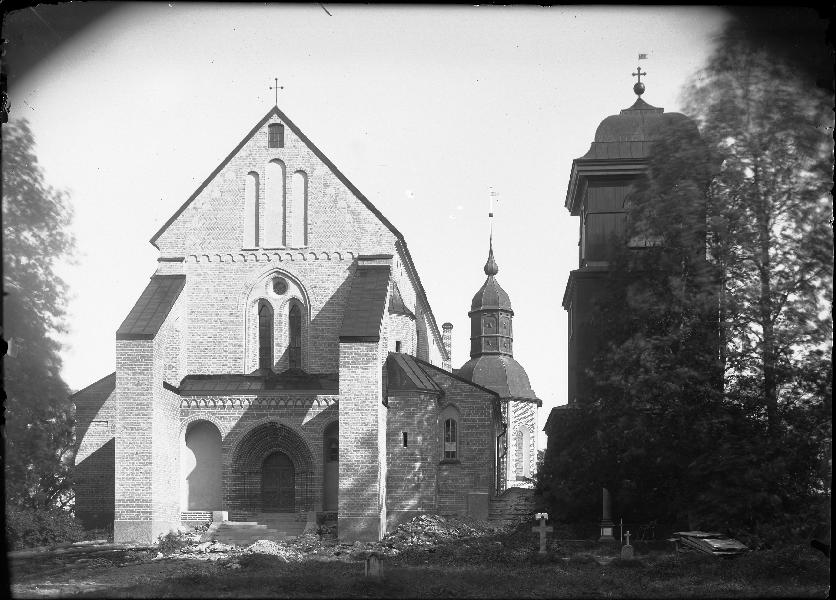
Skoklosters kyrka före 1917.

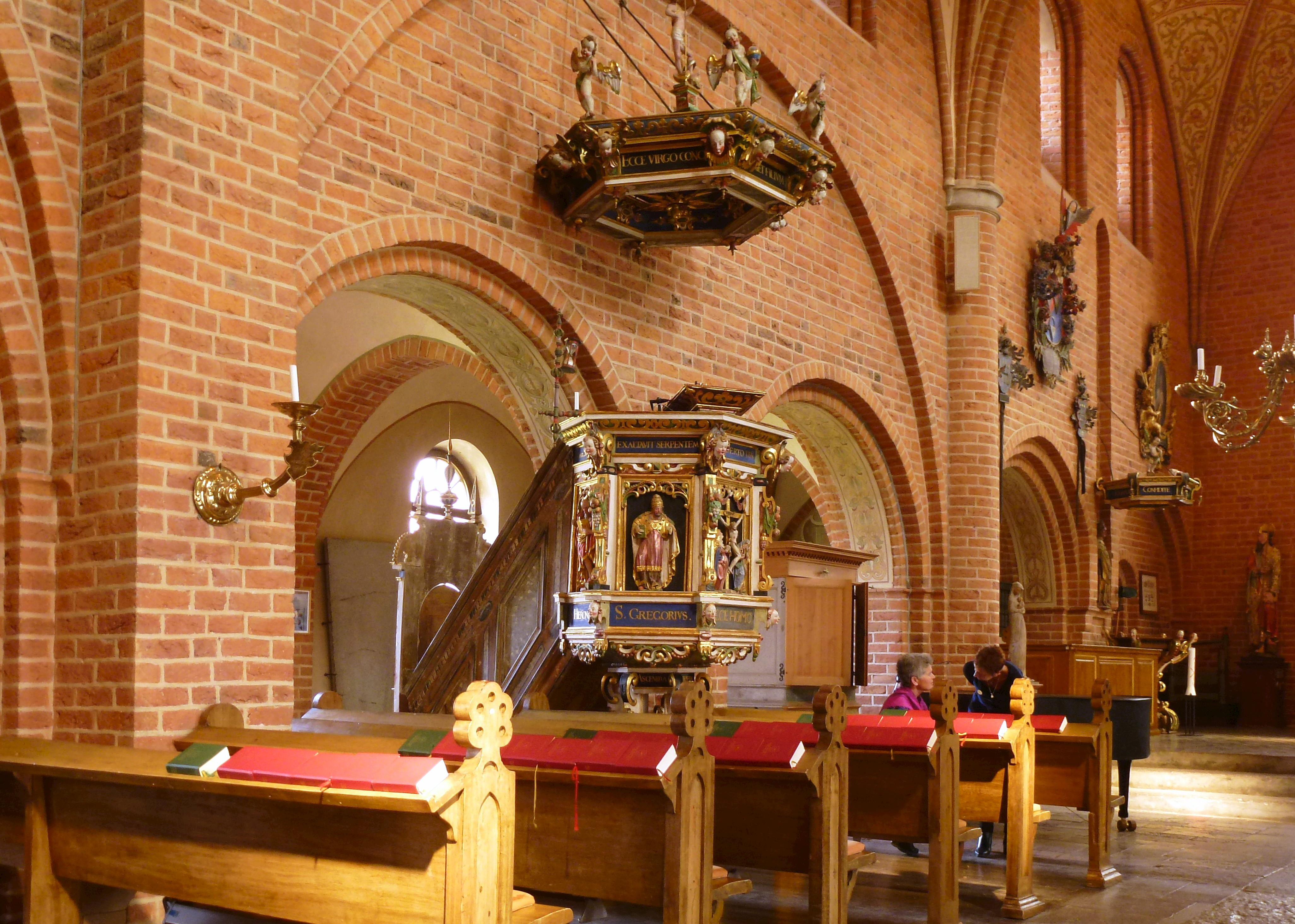
Skoklosters kyrka predikstolen.

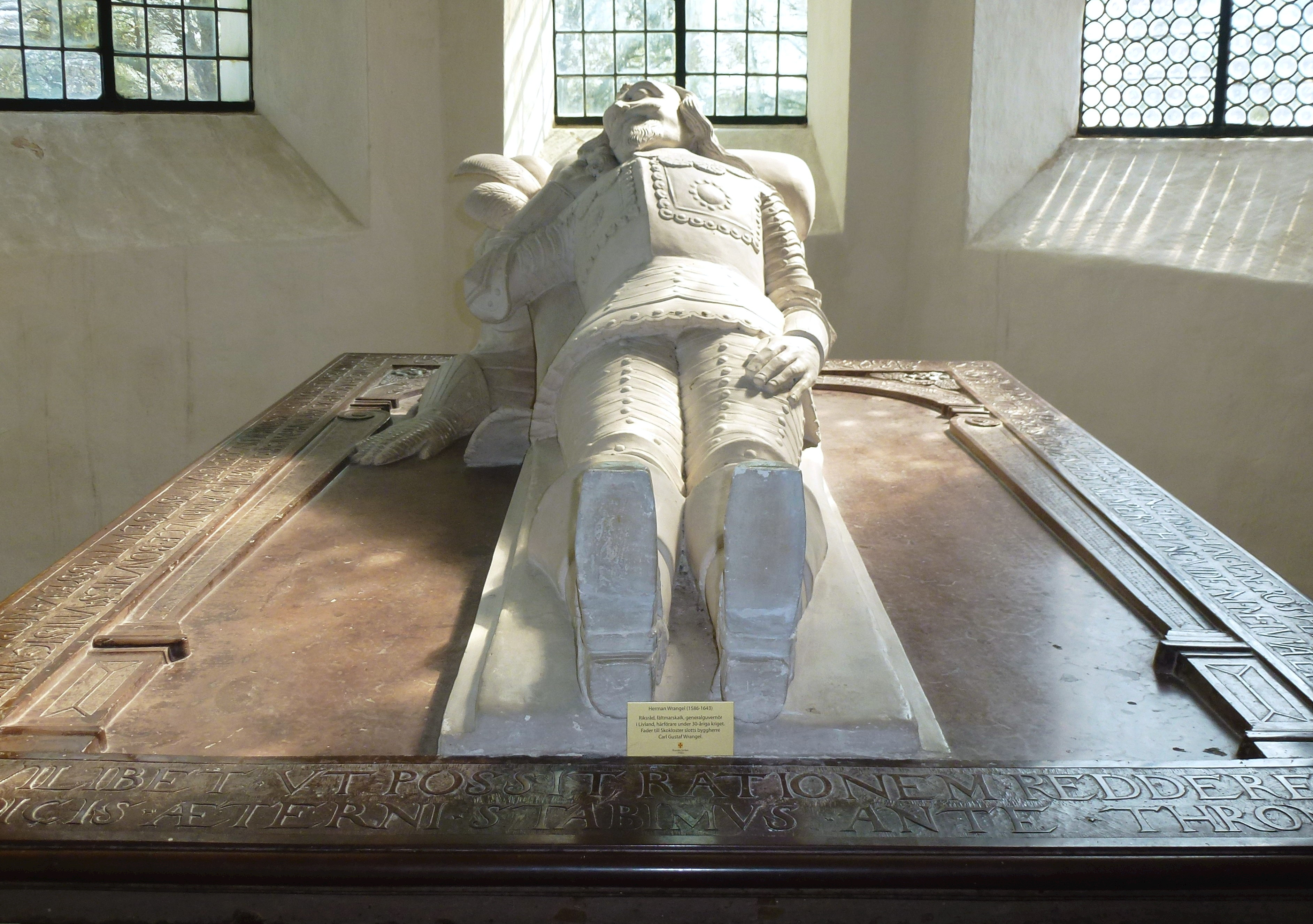
Herman Wrangels gravmonument i det Wrangelska gravkoret. Skulpturen utförd av den tyske stuckatören Daniel Anckermann omkring 1650.

En närbelägen romansk kyrka vid Flasta byggdes under 1100-talets första hälft. När cisterciensernunnor från Byarums kloster i Småland kom till Uppland under 1230-talet, var det dit till Flasta som de först kom och troligen förlades deras samtida bostäder i anslutning till den gamla sockenkyrkan.
Den nya kyrkan i Sko påbörjades troligen i mitten av 1200-talet, och högaltaret invigdes under 1280-talet. I samband härmed (kanske 1288?) flyttade förmodligen nunnorna i Flasta kyrka över hit. Kyrkan planerades med sexdelade valv av samma typ som i Lunds domkyrka, men välvdes med ribbkryssvalv först efter en eldsvåda i slutet av 1200-talet. Samtidigt tillkom strävpelare i norr och söder, varav spår är synliga på norra ytterväggen. Sakristian inrättades norr om koret, och de nuvarande strävpelarna vid västra gaveln uppfördes. Efter avslutade arbeten återinvigdes kyrkan år 1300.
I slutet av 1400-talet pågick stora byggnadsarbeten, bland annat ombyggdes och sänktes södra sidoskeppets valv, och ovanpå detta uppfördes en välvd gång in till en läktare i kyrkans västra del. 1503 härjades klostret av en eldsvåda och nya byggnadsarbeten påbörjades igen; klosterbyggnaderna blev dock aldrig helt färdiga.
Efter reformationen fick kyrkan förfalla, tills Herman Wrangel bekostade en renovering 1620–1624. Yttertaket gjordes flackare, södra sidoskeppet byggdes om till magasin och en takryttare uppfördes i väster. Altaruppsatsen och predikstolen tillhörde från början Klosterkyrkan i Oliwa, Polen, men skänktes till Skoklosters kyrka av Carl Gustaf Wrangel af Salmis (1613–1676) år 1674. Takryttaren togs bort på 1730-talet, då även strävpelarna mot norr tillkom och norra sidoskeppets tak sänktes.
En restaurering 1893–1894 under arkitekten Emil Langlets ledning innebar bl.a. att fasaderna befriades från 1600- och 1700-talets vitlimning, ny ingång togs upp i söder och södra sidoskeppets övre våning togs bort. Vidare lades golvet om i långhusets mittgång, bänkkvarteren fick brädgolv och ornamentala kalkmålningar tillkom på valv och arkadbågar.

## Kyrkobyggnaden
Kyrkan som är belägen på Skofjärdens strand vid Skoklosters slott, räknas till ett av de viktigaste monumenten bland Mälardalens tegelkyrkor. Den anlades som klosterkyrka för cisterciensernunnor, men fungerade även som sockenkyrka. Klosterbyggnaderna är numera helt förstörda. På en höjd cirka en kilometer nordväst om kyrkan ligger ruinen efter en äldre föregångare, den så kallade Flasta mur eller Flasta kyrkoruin, en romansk kyrka med ett smalare absidförsett kor och ett västtorn.
Skoklosters kyrka är en treskeppig basilika i tegel, med rakslutet kor av samma bredd som mittskeppet. På korets södra sida ligger det Wrangelska gravkoret, som troligen stod klart 1639. Sakristian är sekundärt inrymd i den östligaste delen av norra sidoskeppet. Kyrkans ingång är belägen i väster. Strax intill kyrkans sydvästra hörn står en klockstapel, uppförd 1743.

## Inventarier
- Krucifix av ek, kors av furu från sydskandinavisk verkstad under mitten av 1200-talet.
- Träskulptur av lövträ, biskop, verkstad i mälardalen under 1400-talet.
- Kristushuvud av ek från verkstad i Mälardalen under 1300-talet.
- Madonnabild av ek, barnets huvud av lövträ, från verkstad på Gotland(?) under 1300-talets första fjärdedel.
- Altaruppsats, 1600-talet, från klostret i Oliwa.
- Predikstol, 1600-talet, från klostret i Oliwa.
- Dopfunt, 1600-talet, från klostret i Oliwa.

## Orglar

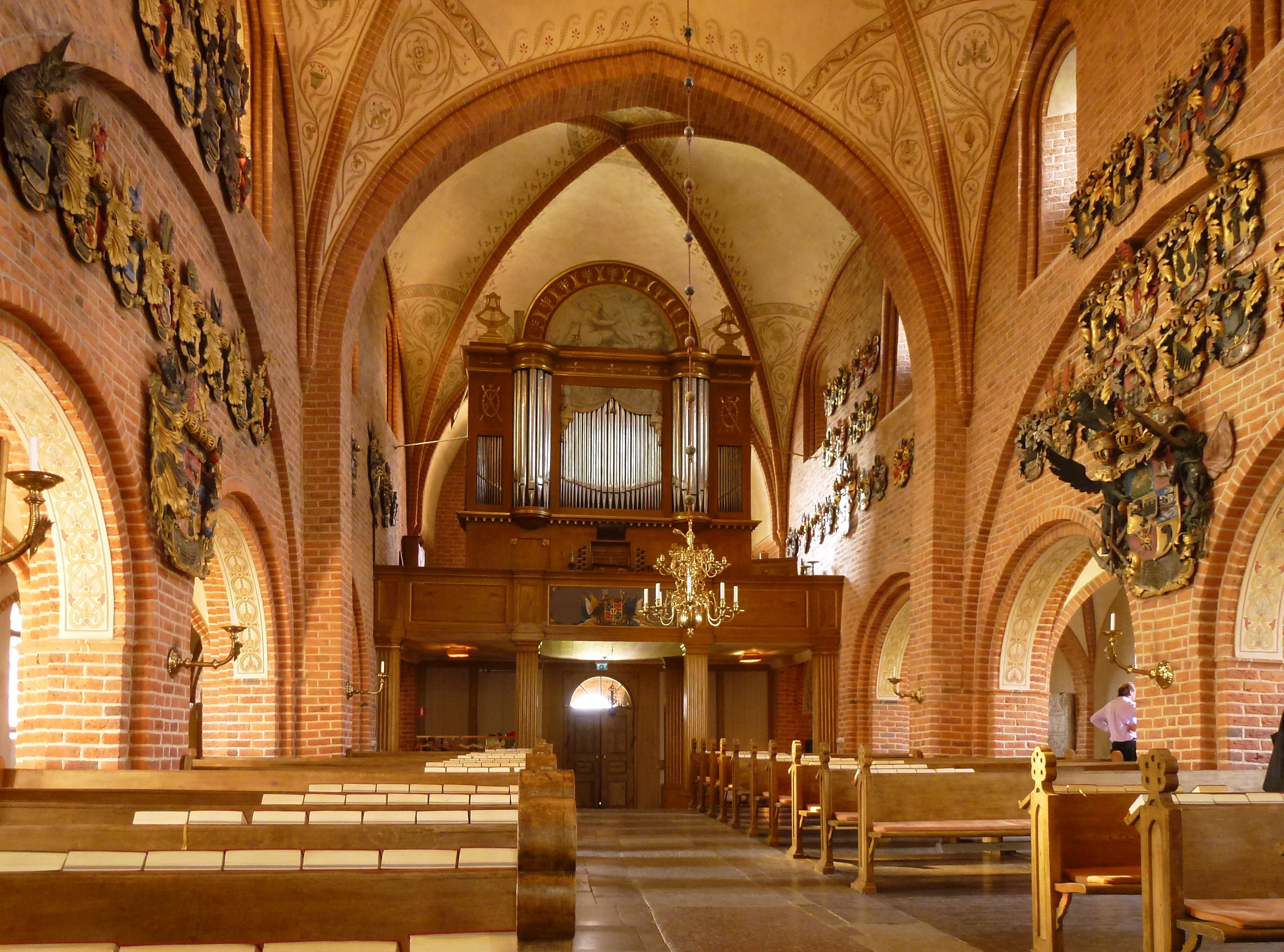
Skoklosters kyrka, orgelläktare.

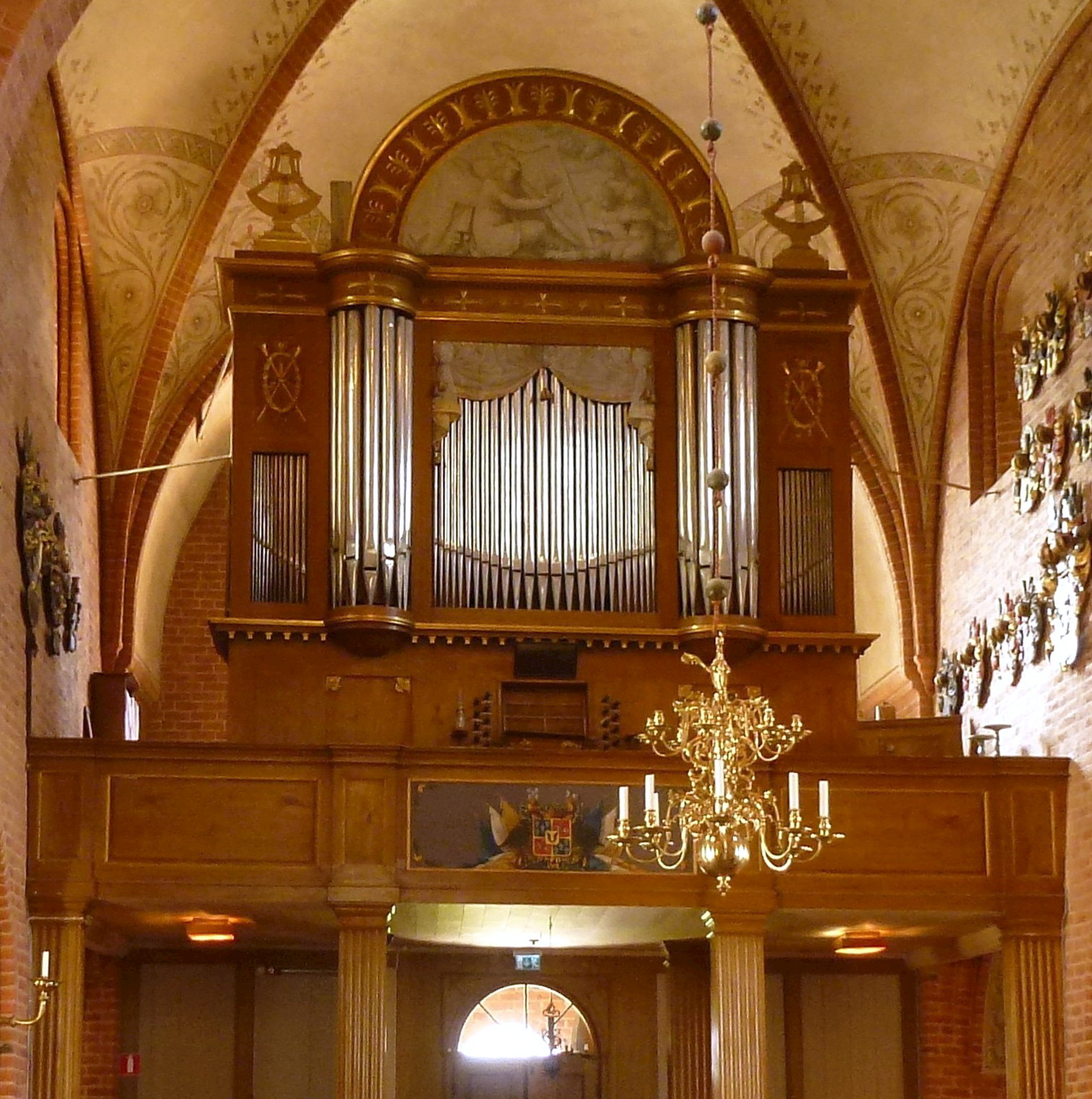
Skoklosters kyrka huvudorgel.

### Huvudorgeln
- 1804 byggde Pehr Lund, Enköping, (1758–1805), en mekanisk piporgel. Den ursprungliga dispositionen är okänd. Svarta undertangenter i manualerna. 39 pipor i fasaden är ljudande.
- 1819: 11 manualstämmor med Trumpet 16', öververk och pedalverk med Basun 16'.
- 1829: 18 orgelstämmor fördelade på manualverk, öververk & pedalverk (enligt inventering).
- 1875: Reparation utförd av organist och orgelbyggare Daniel Wallenström, Uppsala, (1815–1885).
- 1894: Reparation utförd av organist och amatörorgelbyggare Johan Eriksson, Boglösa, (1824–1888).
- 1911: Reparation utförd av Åkerman & Lund Orgelbyggeri. Stämning: Låg kammarton (ca 3/4 ton under normal tonhöjd).
- 1960-talet: Orgeln obrukbar.

#### Nuvarande disposition
| Manual I C-d³                     | Öververk C-d³          | Pedal C-d¹    | Koppel          |
| Borduna 16'                       | Vox Candida 8' (1875?) | Undersats 16' | Öververk/manual |
| Principal 8' (fasad)              | Salzinal 8'            | Octav 4'      | Manual/pedal    |
| Gedakt 8'                         | Täkt fleut 4'          | Basun 16'     |                 |
| Octava 4'                         | Baur Fleut 2'          | Trompet 8'    |                 |
| Qvinta 3, (eg. 2 2/3')            |                        |               |                 |
| Octava 2'                         |                        |               |                 |
| Scharf III Chor, 1' + 2/3' + 1/2' |                        |               |                 |
| Trompet 16'                       |                        |               |                 |
| Trompet 8', B/D                   |                        |               |                 |
| Trompet 4', B                     |                        |               |                 |

### Positivet
Orgeln är sannolikt identisk med ett positiv som Jochim Richborn, Hamburg, levererade 1667 på beställning av Carl Gustaf Wrangel af Salmis, (1613-1676).
- 1674: Carl Gustaf Wrangel skänkte positivet till Skoklosters kyrka.
- 1800: Positivet monterades ned.
- 1802: Positivet såldes till Häggeby kyrka i Uppland.
- 1804: Positivet sattes upp i Häggeby kyrka av Pehr Lund, Enköping. (1758–1805). Denne monterade troligen in en Trumpet 8' B/D i stället för Dulcian 16' och Krumhorn 8'. (Enligt musikdirektör Nils-Olof Berg och orgelbyggare Mads Kjersgaard.)
- 1843 såldes positivet till Kalmar kyrka, Uppland, och sattes upp där av Johan Adolf Lundell, Sigtuna (f. 1803), som samtidigt byggde ut manualklaveret och kompenserade den korta oktaven genom koppling av felande toner från överliggande oktav.
- 1931 återfick Skoklosters kyrka instrumentet som magasinerades.
- 1964 återuppsatte och konserverade Mads Kjersgaard orgeln, varvid Dulcian 16', Krumhorn 8' och en cymbelstjärna rekonstruerades. Den korta oktaven återställdes och positivet återfick oliksvävig temperatur. Klaviaturomfång C – c³ kort oktav (45 toner). Stämning: Korton. Medeltonstemperatur med sju rena terser.

#### Nuvarande disposition
| Manual I C-c³                                | Manual II C-c³       | Koppel               |
| Principal 8', D (fasad)                      | Gedackt 8'           | II/I                 |
| Principal 4'                                 | Quintadena 4'        |                      |
| Octava 2' (fasad)                            | Dulcian 16', (1964)  |                      |
| Sedecima 1'                                  | Krummhorn 8', (1964) |                      |
| Sexquialter II chor, 2 2/3' + 1 3/5', fr. c° |                      | Cymbelstjärna (1964) |

### Diskografi
Inspelningar av musik framförd på kyrkans orglar.
- Orgelmusik i Skokloster / Kjersgaard, Mats, orgel. CD. Oak Grove CD 2024. 2008. - Tidigare utgivet 1972 på LP ARR LPS-5.
- Renässansorgeln i Skokloster / Alphonce, Bo, orgel. EP. ARR 45007. 1965.
- 7 organs : seven historical organs in Sweden played by Naoko Imai. CD. Musica rediviva MRCD 011. 2004.

## Runstenar
Fyra runstenar finns vid kyrkan. Mest utmärkande är U 678, en run- och bildsten med spjutförsedd ryttare på två sidor. Därtill finns U 679, en sten som står utanför kyrkan. Likaså kan U 680 och U 681 tillskrivas Skoklosters kyrka.

## Referenser

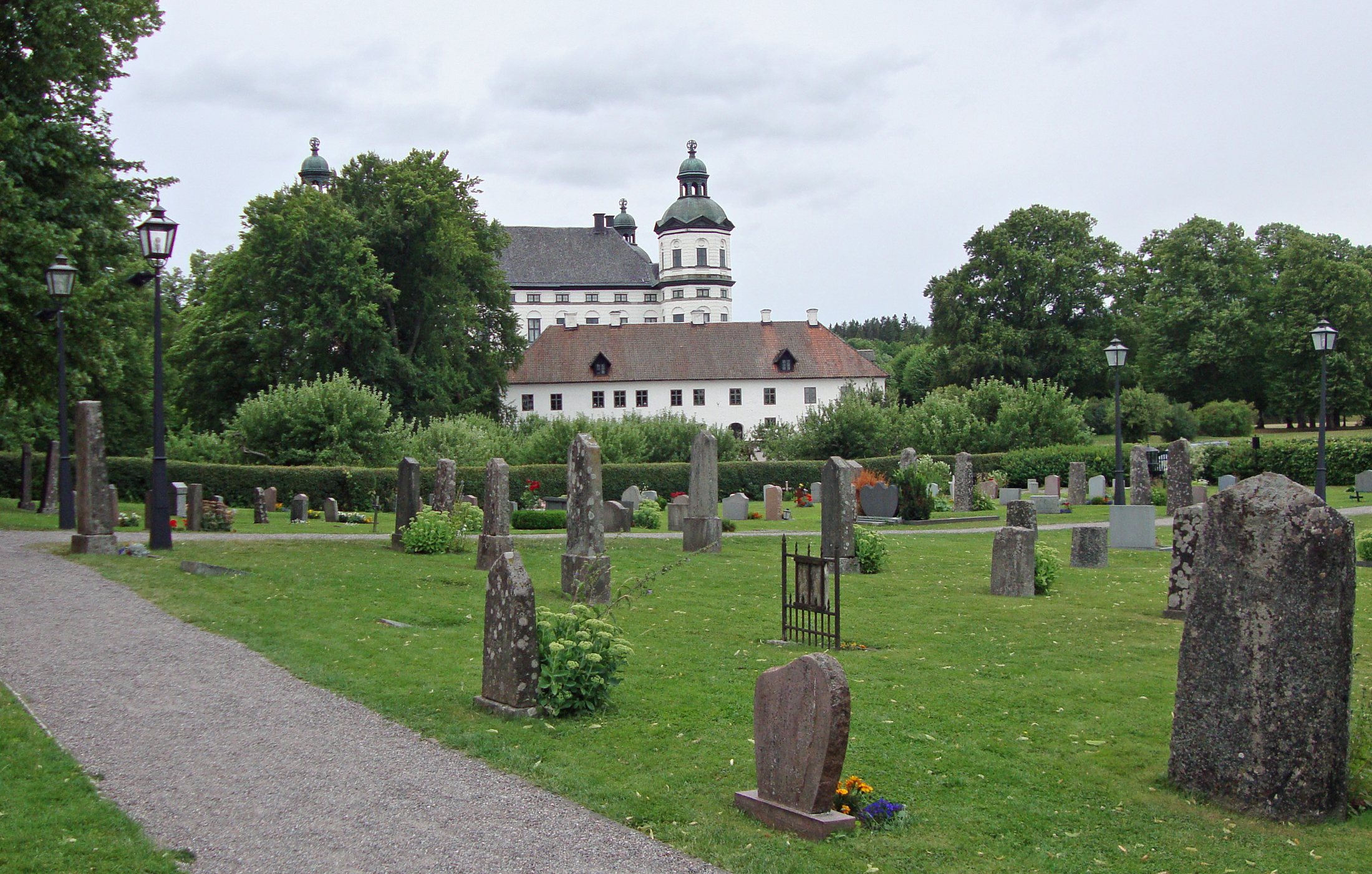
Slottet sett från kyrkogården.